# Conilhac-Corbières

Conilhac-Corbières este o comună în departamentul Aude din sudul Franței. În 1 ianuarie 2022 avea o populație de 947 de locuitori.